# Миронов, Алексей Фёдорович
Алексе́й Фёдорович Миро́нов (1745, Кусково — 1808, там же) — русский крепостной архитектор графов Шереметевых.

## Биография
В конце 1750-х учился в гимназии при Московском университете, а с 1766 года стал учителем арифметики в школе для крепостных в Кусково. Сведений о специальном обучении Миронова архитектуре не найдено, вполне вероятно, что он обучался у крепостного архитектора Фёдора Аргунова и Карла Бланка, руководившего работами в Кусково с 1764 по 1780 год. 
С 1780-х участвовал во всех строительных работах Шереметевых. В 1803 году работал в Ростове над оформлением здания Ростовского собора. В 1804 был задействован в строительстве Странноприимного дома в Москве. В 1805 году Миронова освободили от крепостного бремени.
Умер в 1808 году в Кусково.